# امل بنت
امل بنت بشیر معروف به امل بنت (انگلیسی: Amel Bent؛ زادهٔ ۲۱ ژوئن ۱۹۸۵) یک خواننده اهل فرانسه است. وی از سال ۲۰۰۴ میلادی تاکنون مشغول فعالیت بوده‌است.
وی در پاریس از پدری الجزایری و مادری مراکشی به دنیا آمد. زندگی حرفه‌ای-هنری وی پس از رسیدن به فینال مسابقات ترانه‌خوانی تلویزیونی فرانسه در سال ۲۰۰۴ شروع شد. اولین آلبوم امل بنت با بیش از ۵۵۰٬۰۰۰ نسخه فروش، برای شش هفته پیاپی پرفروش-ترین آلبوم در فرانسه شد.